# アイルオブワイト郡 (バージニア州)
アイルオブワイト郡（英: Isle of Wight County）は、アメリカ合衆国バージニア州の南東部、ハンプトン・ローズ大都市圏に位置する郡である。2010年国勢調査での人口は35,270人であり、2000年の29,728人から18.6%増加した。1世帯当たり収入の中央値は58,840米ドルである。郡庁所在地は未編入の町アイルオブワイトであり、同郡で人口最大の町はスミスフィールド町（人口8,089人）である。
アイルオブワイト郡にはスミスフィールドとウィンザーの2つの法人化町がある。当初の郡庁舎は1750年にスミスフィールドで建てられた。その郡庁舎と併設する酒場（スミスフィールド・イン）は現在も残っている。新しい郡庁舎は1800年に郡の中央近くに建設された。この庁舎と併設する酒場（ボイキンの酒場）も残っている。新庁舎は毎日使われており、監督委員会の政務室と教育委員会の集会室も使われている。政務室は新しい庁舎が全て使用されている場合に、実際に民事事件の裁判所として機能している。最新の郡庁舎は2010年にオープンし、保安官事務所や郡事務所施設とは通り向かいにある。

## 歴史
1607年にジェームズタウンが設立されてから間もない17世紀、イングランド人開拓者がハンプトン・ローズに隣接する地域を探検し入植を始めた。1608年にはジョン・スミス船長がジェームズ川を渡り、インディアンのワロスコヤック族あるいはワラスコヤク族から14籠のトウモロコシを譲り受けた。このインディアンはポウハタン連邦に属する部族であり、現在スミスフィールドがある地域に3つの町を持っていた。ワラスコヤク族は1622年と1627年にその集落から追い出された。これは1622年に起きたインディアンによる虐殺の仕返しとしてだった。
現在のアイルオブワイト郡で、川の南岸に沿ったイギリス人最初のプランテーションが、1628年5月のクリストファー・ローンによるものを初めとして、清教徒開拓者によって設立された。清教徒のベネット家の一員数人もこの地域に入植した。その中には1635年に隣接するナンスモンドに清教徒を導き、後にバージニア植民地の総督になったリチャード・ベネットがいた。
1634年、イングランドのバージニア植民地が8つのシャイア（郡に相当）に分割され、総人口は約5,000人だった。そのうちの1つがインディアンの名称を英語科したワロスコヤック・シャイアであり、1637年にアイルオブワイト郡と改名された。この名称はイングランドの南岸沖にある同名の島から採られた。開拓者の主要人物数人、すなわちリチャード・ベネット、トス・スペイン、クリストファー・ローン、ジェイムズ・ピーターソンの家族の故郷がワイト島だったので、この改名が行われた可能性がある。ただし。インディアンの名称は何度も英語化され、地元住民の間では「ウォーウィック・スキーク」とも呼ばれている。
1632年に建設されたセントルークス教会は国内唯一のゴシック式教会であり、イギリス人が建てた教会として現存する最古のものである。その重要性を認識され、アメリカ合衆国国定歴史建造物に指定された。
1732年、アイルオブワイト郡北西部のかなりの部分がブランズウィック郡に譲渡された。1748年、郡内からサウサンプトン郡が設立された。
南北戦争のとき、南軍バージニア第61歩兵連隊のF中隊が郡内で編成され、「アイルオブワイト・アベンジャーズ」と呼ばれた。

## 地理
アメリカ合衆国国勢調査局に拠れば、郡域全面積は363平方マイル (940.2 km2)であり、このうち陸地316平方マイル (818.4 km2)、水域は47平方マイル (121.7 km2)で水域率は12.93%である。
アイルオブワイト郡の北はジェームズ川、南はブラックウォーター川が境になっている。土地は概して低く多くの沼地や湿地がある。

## ギャラリー

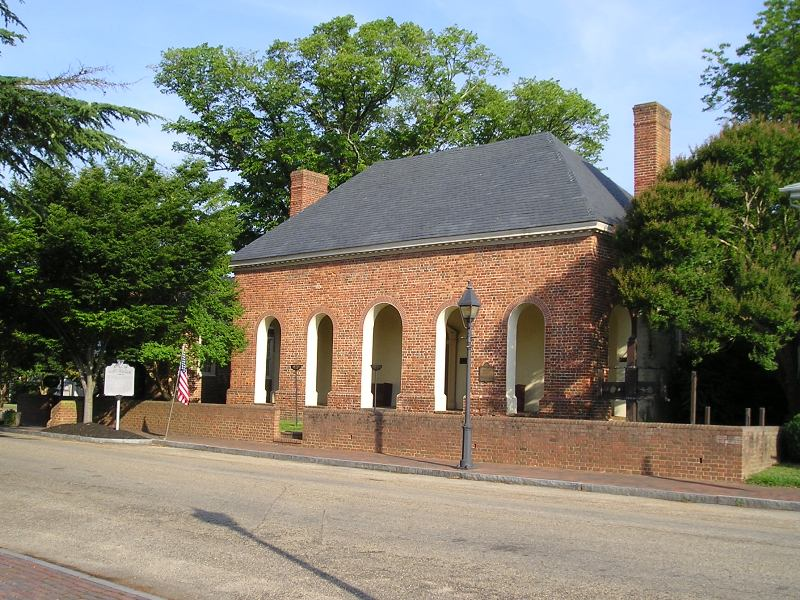
1750年の郡庁舎、スミスフィールドのメインストリート
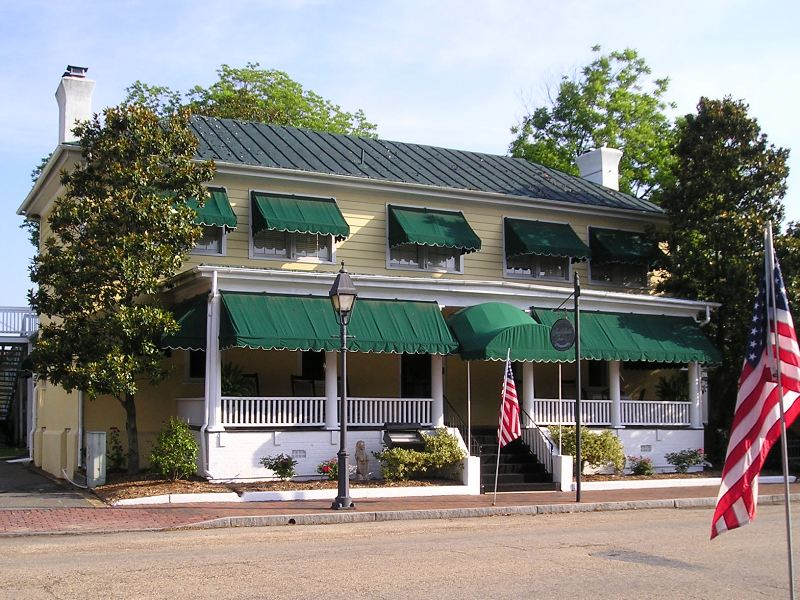
1752年の酒場、メインストリート、現在はスミスフィールド・インとして運営
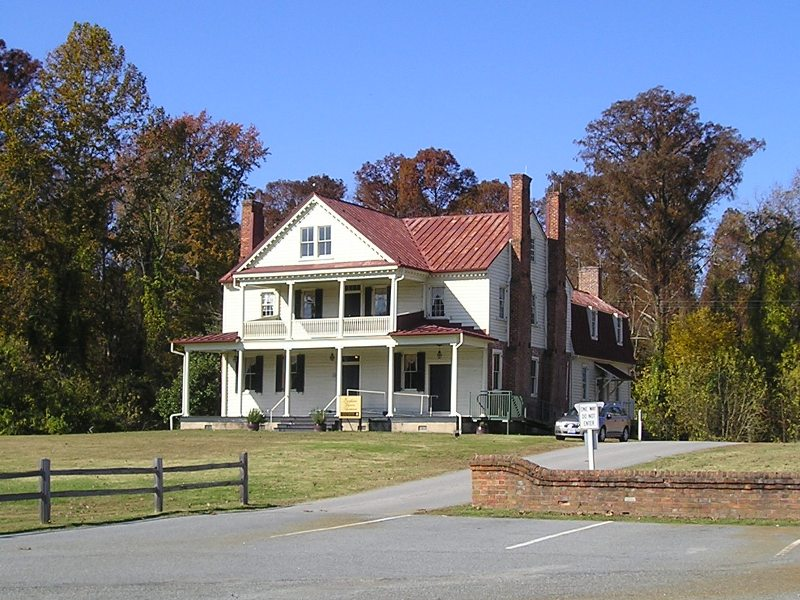
ボイキンの酒場、1800年郡庁舎に隣接
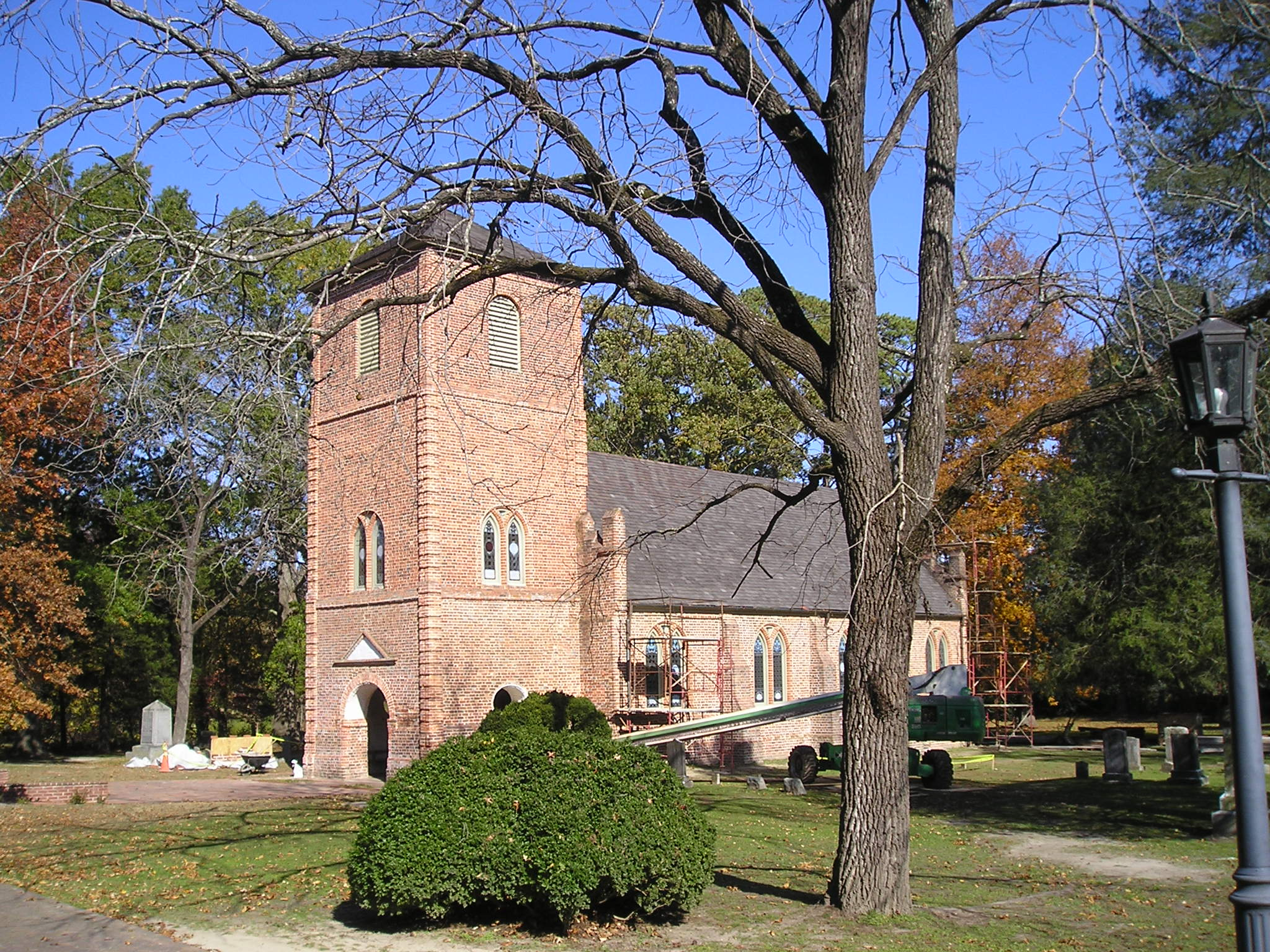
セントルークス教会、1632年頃建設

### 主要高規格道路
- アメリカ国道17号線
- アメリカ国道258号線
- アメリカ国道460号線
- バージニア州道10号線
- バージニア州道32号線

### 隣接する郡と独立市
- ニューポートニューズ市 - 北東
- サフォーク市 - 南東
- サウサンプトン郡 - 南、西
- フランクリン市 - 南西
- サリー郡 - 北西

## 人口動態
以下は2010年国勢調査による人口統計データである。
| 基礎データ - 人口: 35,270人 - 世帯数: 11,319 世帯 - 家族数: 8,670 家族 - 人口密度: 36人/km2（94人/mi2） - 住居数: 12,066軒 - 住居密度: 15軒/km2（38軒/mi2） 人種別人口構成 - 白人: 71.8% - アフリカン・アメリカン: 24.7% - ネイティブ・アメリカン: 0.4% - アジア人: 0.8% - 太平洋諸島系: 0.0% - その他の人種: 0.5% - 混血: 1.8% - ヒスパニック・ラテン系: 1.9% 年齢別人口構成 - 18歳未満: 25.4% - 18-24歳: 6.6% - 25-44歳: 29.6% - 45-64歳: 26.2% - 65歳以上: 12.2% - 年齢の中央値: 39歳 - 性比（女性100人あたり男性の人口） - 総人口: 95.7 - 18歳以上: 91.7 | 世帯と家族（対世帯数） - 18歳未満の子供がいる: 34.0% - 結婚・同居している夫婦: 60.4% - 未婚・離婚・死別女性が世帯主: 12.2% - 非家族世帯: 23.4% - 単身世帯: 20.0% - 65歳以上の老人1人暮らし: 8.6% - 平均構成人数 - 世帯: 2.61人 - 家族: 2.99人 収入と家計 - 収入の中央値 - 世帯: 45,387米ドル - 家族: 52,597米ドル - 性別 - 男性: 37,853米ドル - 女性: 22,990米ドル - 人口1人あたり収入: 20,235米ドル - 貧困線以下 - 対人口: 8.3% - 対家族数: 6.6% - 18歳未満: 8.8% - 65歳以上: 11.9% |

## 町
- スミスフィールド
- ウィンザー

### 未編入の町
| - バッテリーパーク - ベンズチャーチ - バーウェルズベイ - キャロルトン - カーズビル - セントラルヒル | - インディカ - アイルオブワイト - 郡庁所在地 - ローソン - モガーツビーチ - レイナー - レスキュー | - ラシュミア - ストット - ウォルターズ - ウィルズコーナー - ズニ |